# Giải của Viện phim Úc cho phim hay nhất
Giải của Viện phim Úc cho phim hay nhất là một giải thưởng hàng năm của Viện phim Úc dành cho phim được bầu chọn là hay nhất trong năm. Cho tới năm 1975, thể loại này cũng gồm các phim tài liệu.

### Các phim đoạt giải
- 1958 - Conquest of The Rivers / Hard to Windward
- 1959 - Edge of The Deep / The Power Makers
- 1960 - Three in a Million
- 1961 - Không trao giải
- 1962 - Bypass to Life / Night Freighter
- 1963 - The Land That Waited
- 1964 - The Dancing Class / I The Aboriginal
- 1965 - The Legend of Damien Parer / Stronger Since The War
- 1966 - Concerto for Orchestra
- 1967 - Cardin in Australia
- 1968 - The Change at Groote / The Talgai Skull
- 1969 - Jack And Jill: A Postscript
- 1970 - Three To Go: Michael
- 1971 - Homesdale
- 1972 - Stork
- 1973 - Libido: The Child
- 1973 - 27A
- 1974/5 - Sunday Too Far Away
- 1976 - The Devil's Playground
- 1977 - Storm Boy
- 1978 - Newsfront
- 1979 - My Brilliant Career
- 1980 - Breaker Morant
- 1981 - Gallipoli
- 1982 - Lonely Hearts
- 1983 - Careful, He Might Hear You
- 1984 - Annie's Coming Out
- 1985 - Bliss
- 1986 - Malcolm
- 1987 - The Year My Voice Broke
- 1988 - The Navigator: A Medieval Odyssey
- 1989 - Evil Angels (còn gọi là. A Cry in the Dark)
- 1990 - Flirting
- 1991 - Proof
- 1992 - Strictly Ballroom
- 1993 - The Piano
- 1994 - Muriel's Wedding
- 1995 - Angel Baby
- 1996 - Shine
- 1997 - Kiss or Kill
- 1998 - The Interview
- 1999 - Two Hands
- 2000 - Looking for Alibrandi
- 2001 - Lantana
- 2002 - Rabbit-Proof Fence
- 2003 - Japanese Story
- 2004 - Somersault
- 2005 - Look Both Ways
- 2006 - Ten Canoes
- 2007 - Romulus, My Father
- 2008 - The Black Balloon